# Festuca bromoides
Festuca bromoides (syn. Vulpia bromoides (L.) Gray) — вид однодольних квіткових рослин з родини злакових (Poaceae).

## Опис
Однорічна злакова трава. Стебла 6–50(70) см, зазвичай прямовисні, в нижній частині облистнені, найвища ланка стебла виступає з піхви найвищого стеблового листка. Листки 0.5–3 мм завширшки. Піхви листя гладкі. Язички усічені чи зазубрені, до 1 мм. Суцвіття слаборозгалужене, зазвичай прямовисна волоть чи рідше китиця, 1–15 см. Колоски 6.5–20 мм, 5–7-квіткові; більшість квіток двостатеві; дистальні 0–2 квітки поступово зменшуються, чоловічі чи безплідні. Верхні колоскові луски 4.5–9 мм, нижні луски 2.5–5 мм; 1/2–3/4 верхніх. Леми 4.5–8 мм, зазвичай 1.3–1.9 мм ушир, тонко 5-жилкова, гола чи шкірчаста чи рідко запушена; остюк зазвичай ≈ завдовжки з лему.

## Поширення
Росте в Африці, Європі, на заході Азії; інтродукований до Північної й Південної Америк, півдня Африка, Австралії, Нової Зеландії, Японії, Нової Гвінеї, й подекуди в пд.-сх. Азії.
Населяє поля, узбіччя, грубі землі.
В Україні вид росте як бур'ян на покладах, пасовищах та інших засмічених місцях — на Закарпатті (с. Мала Копаня).